# Sydir Worobkewycz
Sydir Iwanowycz Worobkewycz (ukr. Сидір Іванович Воробкевич, pol. Izydor Worobkiewicz; ur. 5 maja 1836 w Czerniowcach, zm. 19 września 1903 tamże) – ukraiński kompozytor i pisarz, duchowny prawosławny, redaktor.

## Życiorys
Jego ojciec był duchownym i nauczycielem filozofii w czerniowieckim liceum i seminarium duchownym. Osierocony w dzieciństwie Izydor wraz z rodzeństwem był wychowywany przez dalszą rodzinę w Kicmaniu, gdzie uczęszczał do szkoły podstawowej. Następnie ukończył gimnazjum w Czerniowcach (1857) i tamtejsze seminarium (1861). W czasie nauki w gimnazjum letnie wakacje spędzał na wędrówkach po Bukowinie, zapoznając się z miejscowym folklorem. Podstawy wykształcenia muzycznego zdobywał jako samouk, następnie brał prywatne lekcje u F. Krenna, profesora wiedeńskiego konserwatorium.
Od 1861 roku pracował jako duchowny w bukowińskich wsiach. W latach 1867–1875 był nauczycielem śpiewu w czerniowieckim gimnazjum i seminarium, a następnie wykładowcą na miejscowym uniwersytecie.
W 1897 został wybrany przedstawicielem do Krajowej Rady Szkolnej. Z powodu choroby w 1901 porzucił pracę na uniwersytecie.

## Twórczość
Worobkewycz zadebiutował w 1863 r. wydając (pod pseudonimem Daniło Młaka) cykl ośmiu wierszy Dumky z Bukowyny (Думки з Буковини). Tworzył pieśni, wiersze, nowele, opowiadania po ukraińsku, rumuńsku i niemiecku. Jego dzieła miały zarówno realistyczny, jak i romantyczny charakter. Posługiwał się wieloma pseudonimami.
Oprócz literatury i pracy na uniwersytecie Worobkewycz był animatorem życia kulturalnego, zakładał bukowińską prasę i lokalne towarzystwa literacko-kulturalne.